# Saint-Louis-de-Montferrand
Saint-Louis-de-Montferrand is een gemeente in het Franse departement Gironde (regio Nouvelle-Aquitaine). De plaats maakt deel uit van het samenwerkingsverband Bordeaux Métropole en het arrondissement Bordeaux. Saint-Louis-de-Montferrand telde op 1 januari 2022 2.097 inwoners.

## Geografie
De oppervlakte van Saint-Louis-de-Montferrand bedroeg op 1 januari 2022 10,8 vierkante kilometer; de bevolkingsdichtheid was toen 194,2 inwoners per km².

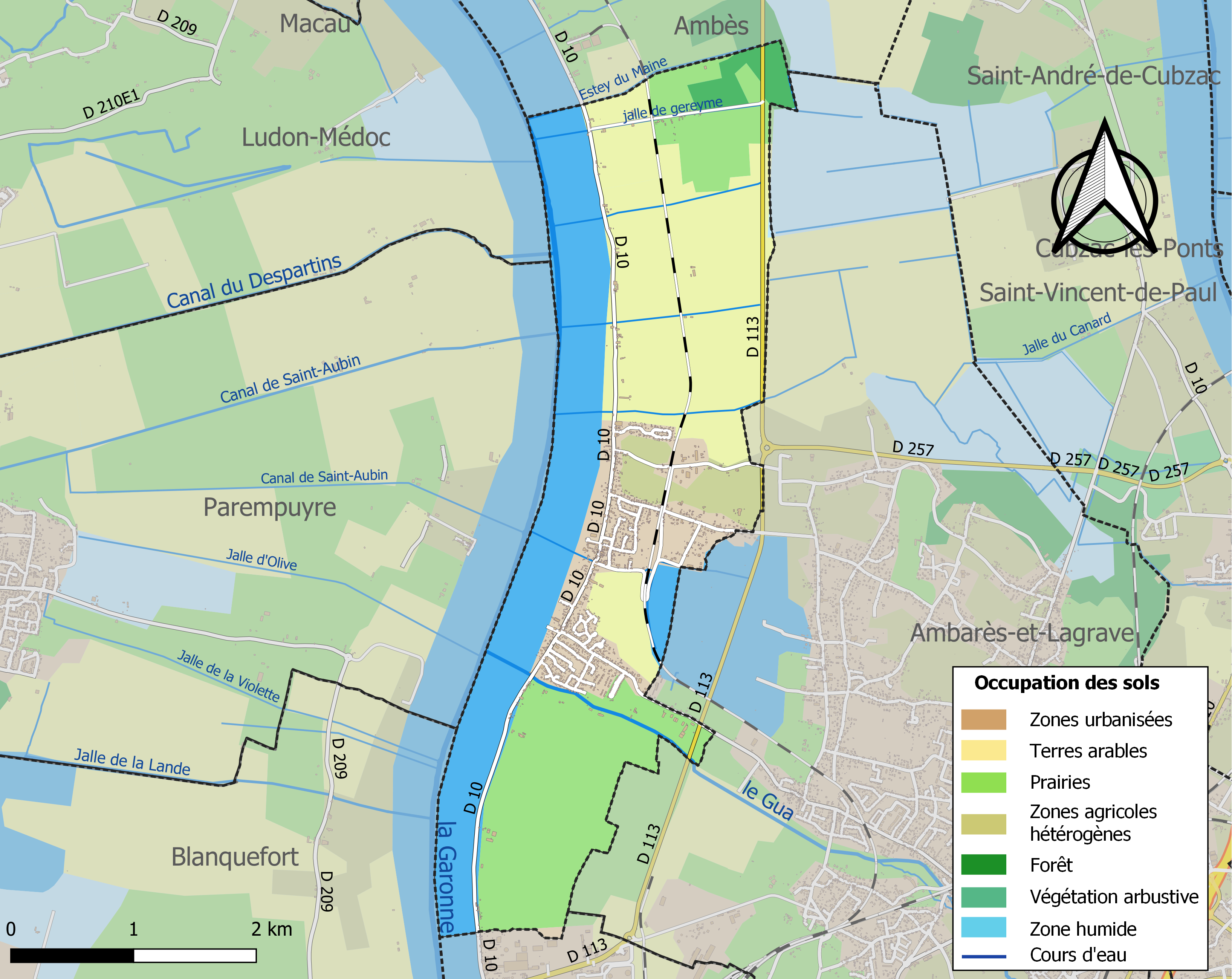
Kaart van de gemeente met belangrijkste infrastructuur, bodemgebruik en omliggende gemeenten

## Demografie
Onderstaande figuur toont het verloop van het inwonertal (bron: INSEE-tellingen).